# Cuisine de restes
 (mars 2021).

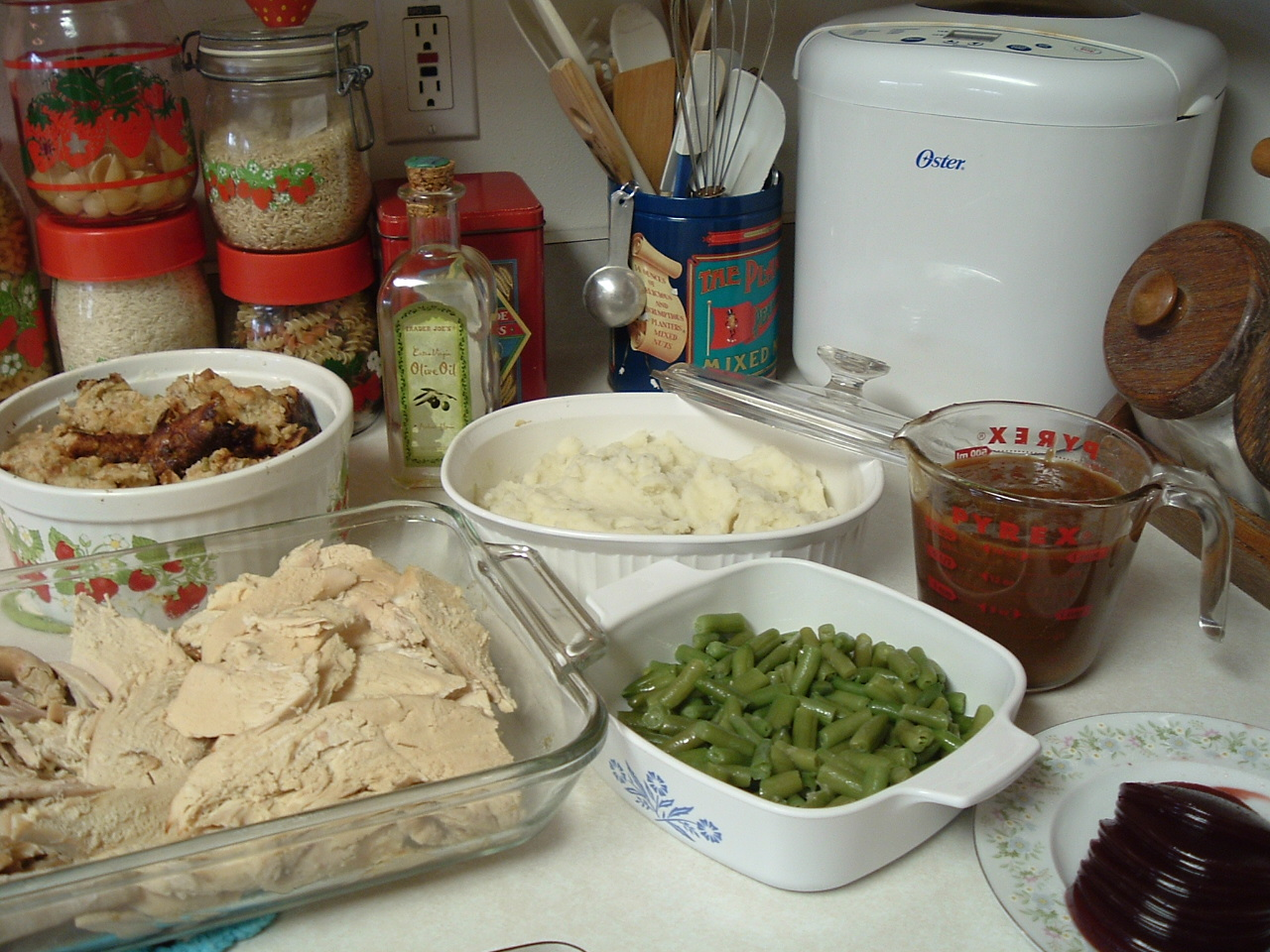
Restes d'un repas de fête aux États-Unis : purée de pommes de terre, jus de viande, sauce aux canneberges, haricots verts, dinde.

Les restes sont les aliments non consommés à la fin d'un repas lorsque tous les convives ont fini de manger. Les résidus alimentaires considérés comme non comestibles (tels les os ou la peau de certains légumes ou fruits) ne sont pas considérés comme des restes, mais plutôt comme des déchets. Toutes les portions comestibles restantes constituent les restes proprement dits.
Le sort ultime des restes dépend du lieu où le repas a été pris, des préférences du convive et de la culture sociale dominante.

## À la maison
À domicile, les restes de cuisine sont souvent conservés pour être consommés plus tard. Cette pratique est facilitée dans l'environnement privé par la disponibilité de moyens de conservation des aliments tels que les contenants hermétiques et la proximité d'appareils de réfrigération. Certains restes de nourriture peuvent être consommés froids tels qu'ils sont tirés du réfrigérateur, tandis que d'autres doivent être réchauffés au micro-ondes, dans un four conventionnel ou dans la poêle, comme la rachauffâye gaumaise, reste de touffaye réchauffée à sec jusqu'à la laisser attacher et former au fond de l'ustensile une croute croquante qui faisait le délice des enfants. Les restes peuvent aussi être mélangés avec d'autres ingrédients et recuisinés pour en faire un nouveau plat, comme le bubble and squeak anglais.
Les mets préparés à partir de restes sont très courants dans le monde, et nombre d'entre eux ont été créés à une époque antérieure à celle de la réfrigération et des contenants hermétiques fiables que l'on connait aujourd'hui. Outre la capture d'éléments nutritifs à partir d'os autrement non comestibles, les bouillons et fonds de sauce font une excellente base pour ajouter des morceaux de restes trop petits pour constituer un repas par eux-mêmes. Les plats en cocotte, la paella, le riz frit et la pizza peuvent également être utilisés à cette fin et pourraient même avoir été inventés comme un moyen de réutiliser les restes. Chez les étudiants des universités américaines, les restes de pizza ont acquis une importance particulière, au point que l'agence de sécurité des aliments de USDA (ministère américain de l'Agriculture) a choisi comme premier point pour sa rubrique de « Conseils sur la salubrité alimentaire pour les étudiants » une discussion sur les risques de consommer de la pizza non réfrigérée, qui sont considérables[évasif].

## Au restaurant
Au restaurant, les restes d'un repas sont habituellement abandonnés au restaurateur pour être éliminés, mais il est aussi possible de demander que les restes soient emballés pour pouvoir les emporter en vue d'une consommation ultérieure. Aux États-Unis, l'emballage utilisé est communément appelé doggy bag.

## Code de politesse
Dans certaines cultures, il est poli de laisser une demi-bouchée dans l'assiette, à la manière d'une libation. Cela sert aussi à indiquer que la nourriture fournie par l'hôte était en quantité suffisante. Laisser une assiette propre peut indiquer le contraire (mais peut aussi constituer un signe de satisfaction du repas), tandis que laisser plus de restes non consommés peut être interprété comme une aversion à la nourriture, dans les deux cas il s'agit de signes potentiels d'impolitesse à l'égard de son hôte.
Lors de repas de fêtes, comme Noël dans les pays occidentaux ou Thanksgiving aux États-Unis, il est parfois d'usage pour l'hôte de préparer plus de nourriture que nécessaire, justement pour permettre aux invités de repartir avec les restes. La dinde froide est l'exemple type aux États-Unis des restes de Thanksgiving, la viande de dinde réapparaissant souvent, pendant plusieurs jours après la fête, sous forme de sandwichs, ou dans des soupes ou des plats en cocotte.